# Saint-Martin (Meurthe e Mosella)
Saint-Martin è un comune francese di 82 abitanti situato nel dipartimento della Meurthe e Mosella nella regione del Grand Est.

## Società

### Evoluzione demografica
Abitanti censiti